# Scrophularia ilwensis
Scrophularia ilwensis är en flenörtsväxtart som beskrevs av C. Koch. Scrophularia ilwensis ingår i släktet flenörter, och familjen flenörtsväxter. Inga underarter finns listade i Catalogue of Life.